# Щелкун посевной удлинённый
Щелкун посевной удлинённый (лат. Agriotes pilosellus) — вид щелкунов из подсемейства Agrypninae.

## Распространение
Встречаются в Европе, в том числе на территории Чехии, Германии, Польши, Словакии. Неясно, встречаются ли эти жуки в Швеции.

## Описание
Жук длиной 17—18 (по другим данным 15—18) мм. Тело пепельно-коричневого цвета и покрыто густыми короткими волосками.